# Brimstone (rakéta)
A Brimstone egy brit fejlesztésű páncéltörő rakéta, amely levegőből és földről egyaránt indítható. A rakéta külső kialakítása nagymértékben megegyezik az amerikai Hellfire rakétával, azonban milliméter hullámsávú aktív radart alkalmaz a rávezetés során. A modernizált változat már félaktív lézeres rávezetéssel (SAL) is rendelkezik az aktív radaros mód mellett.
A Brimstone rakéta háromféle módon vethető be:
1. Félaktív lézeres rávezetéssel (SAL) olyan célok esetén, amelyeknek kicsi a radarkeresztmetszete, így a rakéta radarja nem tud ráfogni a célra. Ebben az üzemmódban szükséges a cél lézeres megjelölése.
2. Kombinált "radaros-lézeres" üzemmód - erre akkor lehet szükség, ha a cél nagy sebességgel halad tagolt, célokkal zsúfolt terepen.
3. "Tűzelj és felejtsd el" módban, a rakétát kilövik a cél hozzávetőleges tartózkodási helyére, és rakéta magától megkeresi és megsemmisíti a célt. A tüzelés után az indító repülőgép kitérő manőverbe kezdhet, nincs további dolga a rávezetési folyamatban.

A Brimstone rakétákat elsősorban háromrakétás indítókról repülőgépekről, drónokról, illetve helikopterekről alkalmazzák, de földi indítású alkalmazásai is ismertek. A típus integrálva lett a Tornado, Typhoon vadászbombázókra, illetve MQ-9 pilóta nélküli repülőgépekre (drónokra).
A Brimstone éles körülmények között eddig Líbiában, Szíriában és Ukrajnában került bevetésre. 